# 郑源兴
郑源兴（1891年—1955年），字福明，浙江奉化人。中国实业家、中国冷冻业、蛋业先驱人物，有民国“蛋业大王”之称。

## 生平
1891年生于浙江省奉化县萧王庙镇慈林村。自小家中贫苦，13岁即赴上海打工。在上海虹口天潼路的一家小蛋行做学徒。19岁，因业绩优异，升任朱慎昌蛋行的经理。不久后，自主创业，集资2万元，创办承余蛋公司。1920年，企业总资本增至20万元，遂改建茂昌蛋厂。1927年，又斥资200万元，在原有企业基础上，创建茂昌蛋业冷藏股份有限公司，是中国自主冷冻行业的先驱企业，并担任经理。英商和记洋行斥高价引诱郑源兴退出冷冻业，郑不为所动。郑并用重金聘请外国专家，提升技术。郑精通英语，懂俄语、法语、德语和日语，曾亲自远赴旅欧洲、美国考察制冷设备。
郑罕见地在自己企业中施行了现代企业制度，是当时中国企业的一大创举。他在自己企业中设立了职业学校，培训工人，还设立了医务室，为职工建立宿舍，提高职工的待遇福利。企业内职工能优先低价购买公司股票，并能领取分红。
1930年，在青岛创办了冰蛋厂，后开设12家分厂，并建立收购鸡蛋的网点数百个，又在上海黄浦江边建立冰库、存储仓库和码头，在上海郊区开办养鸡场。郑的企业还在英国伦敦设立分公司，名叫海昌公司。并在法国、德国、荷兰、意大利、美国、日本、菲律宾、澳大利亚等国设立办事处、分理处。企业职工有近2万人。
20世纪30年代，郑曾担任中国的冰蛋业同业公会会长，并曾担任世界蛋业公会理事长。当时人称他“蛋业大王”。
抗日战争爆发后，1938年，日军入侵上海，曾一度拘禁郑，并胁迫他参与合作。郑将企业更名，并迁往上海法租界继续经营。
1945年，抗日战争胜利后，郑将公司改回原名。1948年冬，赴香港，筹建分厂。1950年，经天津返回上海。曾被中央人民政府对外贸易部聘为顾问。1954年，出售伦敦分公司。1954年，郑的企业施行公私合营，郑出任合营公司的董事长兼副经理。1955年，因脑溢血，在上海逝世。

## 遗蹟纪念
- 今浙江省宁波市奉化区郑源兴故居，文物保护单位。

### 引用
1. 1 2 3 4 5 6  奉化新闻网. . 雪窦文艺. 2006年11月22日  [2014-09-20]. （原始内容存档于2016年3月4日） （中文（中国大陆））.
2. ↑  镇海网讯. . 镇海新闻网. 2005-03-28  [2014-09-20]. （原始内容存档于2016-03-04） （中文（中国大陆））.
3. ↑  . 浙江档案网. 2012-09-12  [2014-09-20]. （原始内容存档于2016年3月4日） （中文（中国大陆））.
4. ↑  . 奉化新闻网. 14年08月01日 08:29  [2014-09-20] （中文（中国大陆））. [永久]

### 书籍
- 《郑源兴家传》